# Dieter Fischdick
Dieter Fischdick (* 12. September 1938 in Duisburg; † 10. Oktober 1996 ebenda) war ein deutscher Kommunalpolitiker und Fußballfunktionär. Er war von 1988 bis zu seinem Tod Präsident des MSV Duisburg, der unter ihm aus der Oberliga in die Bundesliga zurückkehren konnte. Zudem saß er für die SPD zwölf Jahre lang im Duisburger Stadtrat.

## Tätigkeit in der Lokalpolitik
Fischdick, der gebürtig aus dem Duisburger Ortsteil Laar stammte, war im Hauptberuf als selbstständiger Kaufmann tätig und trat 1965 in die SPD ein. Sein erstes Mandat erlangte er 1975 mit der Wahl in die Vertretung des neu geschaffenen Stadtbezirks Meiderich/Beeck. Ab 1978 war er überdies Vorsitzender des SPD-Ortsverbandes Laar, ehe er zwei Jahre darauf in der Bezirksvertretung den Fraktionsvorsitz übernahm.
Im Oktober 1984 zog er für den Stadtteil Laar in den Rat der Stadt Duisburg ein, was mit seinem Rückzug aus der Bezirksvertretung einherging. Er gehörte verschiedenen Ausschüssen des Rates an, wobei er im Sportausschuss als Sprecher der SPD-Fraktion wirkte. Seinen Posten als Ratsherr behielt er bis zu seinem Tod im Oktober 1996.

## Präsident des MSV Duisburg
Nach dem Abstieg des einstigen Bundesligisten in die damals drittklassige Oberliga übernahm Fischdick 1986 das Amt des Vizepräsidenten beim MSV Duisburg. Bei dem wirtschaftlich und sportlich angeschlagenen Verein gewann er durch seine Arbeit schnell Anerkennung und wurde bei einer Jahreshauptversammlung im April 1988 mit der Wahl durch die Mitglieder vom Stellvertreter zum Präsidenten. Zur selben Zeit begann die wirtschaftliche Konsolidierung des Vereins und 1989 wurde der Wiederaufstieg in die zweite Liga geschafft. Der Präsident galt als sparsam und verzichtete beispielsweise auf einen Manager beim Verein. Stattdessen übernahm er selbst viel Arbeit und setzte auf den langfristigen Erfolg des MSV. Auch in die Gestaltung des Spielerkaders ließ er sich einbinden.
1991 gelang die Rückkehr in die Bundesliga und auch wenn ein Jahr darauf der direkte Wiederabstieg folgte, waren Fischdick und die beiden anderen Präsidiumsmitglieder derart unumstritten, dass sie am 16. November 1992 als erstes Mal in der Vereinsgeschichte einstimmig wiedergewählt wurden. Von 1993 bis 1995 spielte der Klub erneut erstklassig und am Ende der Zweitligaspielzeit 1995/96 wurde ein weiteres Mal der Wiederaufstieg erreicht.

## Geplanter Rückzug beim MSV und Tod
Direkt im Anschluss an den Bundesligaaufstieg brachte er im September 1996 einen Vorschlag ein, demzufolge er der erste bezahlte Präsident eines Bundesligisten geworden wäre. Die darauffolgende Kritik an seiner Person führte kurz darauf zu seiner Ankündigung, zurückzutreten und das Amt infolgedessen im November desselben Jahres abzugeben. Am 10. Oktober 1996 erlitt der noch amtierende Präsident auf einer Pressekonferenz einen Herzinfarkt und starb noch vor Ort. Der zum Todeszeitpunkt 58-Jährige hinterließ seine Ehefrau und zwei Töchter. Sein Nachfolger als Vereinschef wurde Hans Spick.